# Hundstein (Alpstein)
Der Hundstein ist ein 2157 m ü. M. hoher Berggipfel im Alpsteinmassiv in den Appenzeller Alpen. Er liegt im Schweizer Kanton Appenzell Innerrhoden. Unter Kletterern ist er vor allem durch seine Südwand bekannt.

## Lage
Der Hundstein liegt im mittleren der drei Gratkämme des Alpsteins, etwa fünf Kilometer östlich des Säntis und rund 2,8 km Ost-Nordost des Hauptgipfels dieses Kamms, dem Altmann. Direkter westlicher Nachbar ist die Freiheit, von der er über die Höll, einer tief eingeschnittenen Schlucht, getrennt ist. Östlich liegen die Widderalpstöck an dessen Fuss die Hundsteinhütte (1551 m ü. M.) liegt. Nach Süden fällt er in einer steilen Wand rund 700 Meter auf den Fälensee ab. Im oberen Teil trägt diese Südwand zwei ausgeprägte Bäuche, die eine markante Silhouette prägen. Weiter unten, wenn die Wand etwas abflacht, ragt mit dem Rot Turm (2002 m ü. M.) ein steiler spitzer Felszahn aus der Wand, der als eigenständiger Gipfel angesehen wird.

## Besteigungsmöglichkeiten
Der Normalanstieg führt über einen markierten Bergwanderweg. Ausgangspunkt ist dabei das Berggasthaus Bollenwees (1470 m ü. M.) am Fälensee, welches von Brülisau in zwei Stunden und von Sax über die Saxer Lücke in drei Stunden erreichbar ist. Die Route führt über die Hundsteinhütte, unterhalb den Südwänden der Widderalpstöck vorbei, über zwei Stufen auf den Gipfel.
Die erste Begehung der Südwand gelang am 8. August 1937 Paul Hell und Paul Schafflützel. Die sieben Seillängen (SL) lange Tour gilt mit Schwierigkeiten bis 5c (4b obligatorisch) als beliebtester Südwandanstieg.
Die begrenzenden Kanten der Südwand (Südostkante und Südwestkante) wurden in den 1940er-Jahren erstbegangen. In den 1960ern erfolgte die Erstbegehung der markanten Südwandbäuche in technischer Kletterei. Weitere Routen durch die Südwand sind die Direkte Südwand (6a+, 8 SL), die Südverschneidung (5c+, 6 SL) und der Donnerkeil (6b, 7 SL). Die im Juli 1996 erstbegangene Route La liberté d’être heureux zählt mit Schwierigkeiten bis 7c zu den schwierigsten Klettertouren des gesamten Alpsteins.